# 房宿一
房宿一（π Sco）是黄道南端天蝎座的一顆三合星，位于天蝎座的头部。视星等2.9，能輕易以肉眼觀測。視差測定房宿一與地球距離大約為590光年（180秒差距）。

## 命名與觀測史
天蝎座π這名字是由德國天文學家約翰·拜耳於1603年命名。英國天文學家約翰·佛蘭斯蒂德於1712年出版的《不列顛星表》則將此星命名為天蝎座6。1899年，美國天文學家愛德華·皮克林才發現此星是個聯星系統，並在兩年後由另一美國天文學家梭倫·埃爾文·貝利發現其1.571日的軌道週期。不過這個光譜聯星的軌道要到1927年才由俄裔天文學家奧托·斯特魯維及美國天體物理學家克里斯蒂安·埃爾維測定。

## 性質
聯星系統主要由一對食雙星組成，屬於漸臺二型變星，兩顆成員都是藍白色的B型主序星，變光幅度為0.03等。兩顆星自旋都相當快速，分別為108及87 km/h。兩星相距約為15太陽半徑。雙星系統外還有一顆12.2等的伴星圍繞。
房宿一是天蠍-半人馬星協的上天蠍次集團成員，這集團由上千顆年齡為平均一千萬年的年輕恆星組成。新近的赫羅圖研究估計房宿一A的有效溫度高達25,230 K，總光度是太陽的21,900倍，現壽命約為一千二百萬至一千四百萬年，估計有12至13倍太陽質量。 